# Glomerinae
Sous-tribu
Les Glomerinae sont une sous-tribu de la sous-famille des Epidendroideae, dans la famille des Orchidaceae.
Selon la classification des Orchidées par Robert Louis Dressler qui date de 1993, cette sous-tribu regroupait un nombre important de genres. Initialement, Friedrich Richard Rudolf Schlechter considérait qu'il s'agissait de la tribu des Glomereae.
Mais les publications scientifiques les plus récentes, proposent une classification fondamentalement différente. L'analyse phylogénétiques du genre Glomera, qui est le genre type de cette sous-tribu, le placerait dans la sous-tribu des Coelogyninae. Cependant, cela a pour conséquence de rendre la tribu des Arethuseae paraphylétique.
Il est donc probable que la classification actuelle évolue.  

## Liste des genres
- Aglossorhyncha
- Agrostophyllum
- Earina
- Glomera
- Glossorhyncha
- Ischnocentrum
- Sepalosiphon